# William M. Tweed
William Magear "Boss" Tweed (New York, 3 april 1823 - aldaar, 12 april 1878) was een Amerikaans politicus. Hij leidde de Democratische Partij in de stad New York in de 19e eeuw, Tammany Hall genaamd en werd uiteindelijk veroordeeld voor corruptie en verduistering van overheidsgelden.
William Tweed begon zijn politieke loopbaan in het stadsbestuur in New York en diende één termijn als afgevaardigde in het Huis van Afgevaardigden, van 1853 tot 1855. Hierna bezette hij onder andere een zetel in de Senaat van de staat New York alsmede andere functies in het staats- en stadsbestuur van New York. Gedurende deze periode vergaarde hij voor zichzelf en zijn naaste handlangers veel macht. De kliek rond Tweed werd bekend als de Tweed Ring en zij opereerde vanuit het hoofdkwartier van de Democratische Partij in New York, Tammany Hall.
Tweed en zijn handlangers pleegden voor ongeveer 30 tot 200 miljoen dollar aan fraude. Pas na een serie artikelen in de New York Times in 1871, kwam aan deze praktijken een einde. Tweed werd in staat van beschuldiging gesteld en in 1873 werd hij veroordeeld tot aanvankelijk twaalf jaar gevangenisstraf. Na één jaar te hebben uitgediend kwam hij vrij maar werd terstond weer gearresteerd. Een civiele procedure volgde maar op 4 december 1875 slaagde Tweed erin te ontsnappen. Hij werd uiteindelijk in Spanje door de autoriteiten aldaar ingerekend en uitgeleverd aan de VS waar hij tot aan zijn dood, twee jaar later, in een gevangenis zou blijven.
- Bibsys: 6069513
- Gemeinsame Normdatei: 130587621
- International Standard Name Identifier: 0000 0000 2043 1618
- Library of Congress Control Number: n50019102
- Nationale Bibliotheek van Israël: 987007463062705171
- Nederlandse Thesaurus van Auteursnamen: 260141070
- SNAC: w68914h5
- Biographical Directory of the United States Congress: T000440
- Virtual International Authority File: 13421305
- WorldCat: E39PBJtcJWFwfc9TQbtMP86xjC